# Tintenstrich

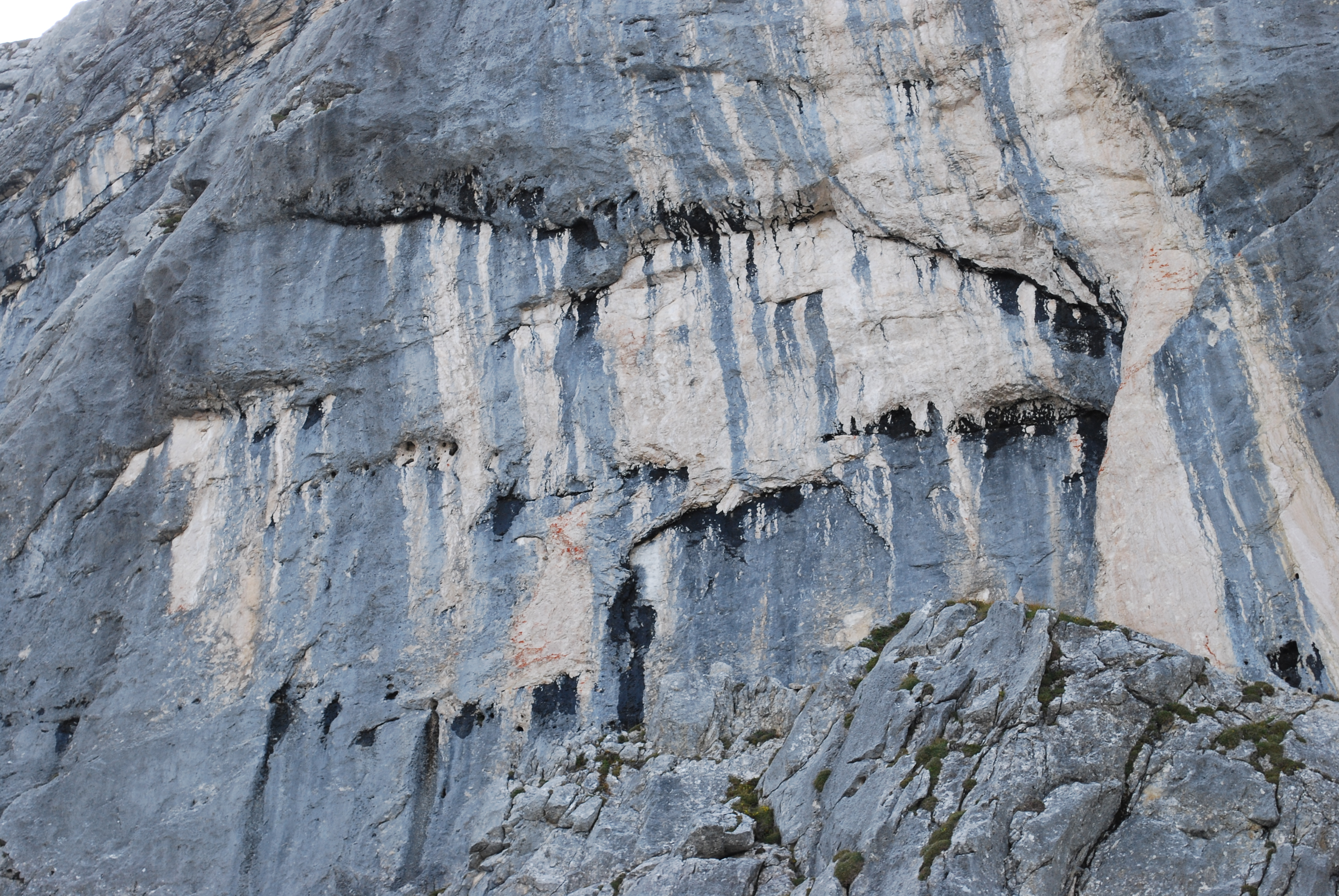
Blaue und schwarze Tintenstriche an der Nordflanke der Alpspitze

Als Tintenstriche werden dunkle Striche und Streifen auf Felswänden bezeichnet, die durch Cyanobakterien verursacht werden. Sie bilden sich meist auf leicht überhängenden Kalkwänden auf Stellen mit verstärktem Wasserabfluss (Sickerwasserstreifen). Die Cyanobakterien bilden warzige, violette bis schwärzliche Krusten und heben sich farblich stark vom meist hellen Kalk ab. Häufig sind Vertreter der Gattung Gloeocapsa.